# 요툰헤임

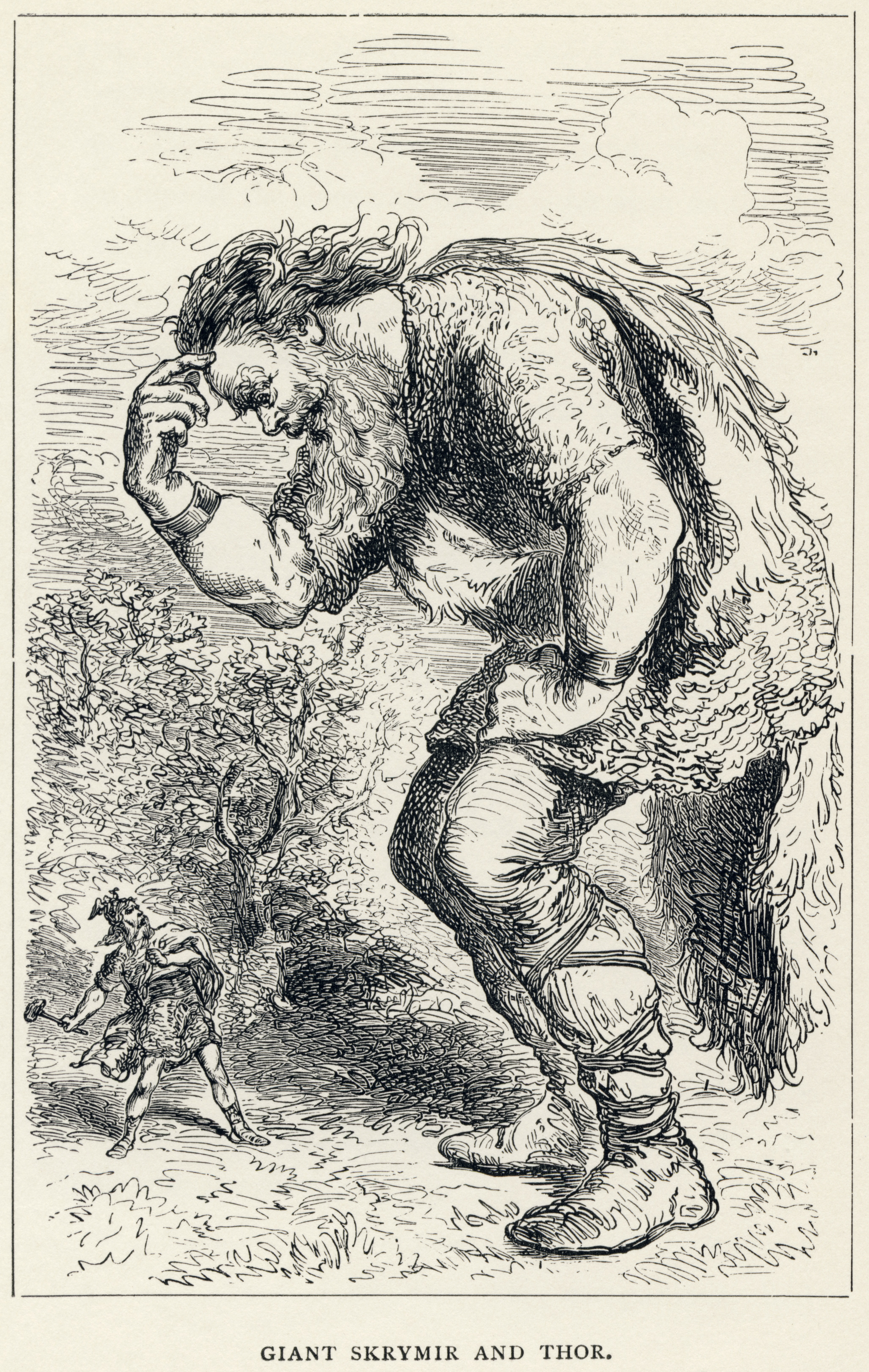

요툰하임(고대 노르드어: Jǫtunheimr)은 노르드 신화의 거인족인 요트나르의 세계이다.
요툰하임의 요트나르는 미드가르드의 인간들과 아스가르드의 신들에게 위협이 된다. 이핑그라는 강이 아스가르드와 요툰헤임을 갈라놓고 있다. 가스트롭니르라는 방벽이 있고, 샤치와 스륌의 땅인 스륌헤임, 구드문드가 사는 글레시스벨리르가 요툰헤임 안에 있다. 또 우트가르다르라는 요새가 거인들의 땅을 에워싸고 있는데 그 지배자는 우트가르다로키이다.

## 같이 보기
- 별세계